# Schwarzschild-Teleskop
Das Schwarzschild-Teleskop ist ein Spiegelteleskop aus zwei asphärischen Hohlspiegeln, dessen Bauform von Karl Schwarzschild entwickelt wurde und nach ihm benannt ist. 

## Aufbau

Schematische Darstellung des „Schwarzschild-Teleskops“

Durch den Aufbau ist es frei von den Abbildungsfehlern Koma und sphärischer Aberration und weist keine Bildfeldwölbungen auf. Der Fokus befindet sich im Inneren des Teleskops, es ist daher nur für fotografische Zwecke geeignet. Ein Teleskop dieses Typs wurde mit einem 60-cm-Hauptspiegel in den 1930ern von der Indiana University gebaut.
Eine Variante hiervon ist das Couder-Teleskop, das den Bildfehler Astigmatismus behebt, aber eine Bildfeldwölbung aufweist.